# Mistrzostwa Azji we Wspinaczce Sportowej 2006
Mistrzostwa Azji we Wspinaczce Sportowej 2006 – 15. edycja Mistrzostw Azji we wspinaczce sportowej, która odbyła się w dniach 26–29 października 2006 w tajwańskim Kaohsiungu.
Podczas zawodów wspinaczkowych zawodnicy i zawodniczki rywalizowali w 6 konkurencjach.

## Konkurencje
Mężczyźni
- bouldering, prowadzenie i na czas

Kobiety
- bouldering, prowadzenie i na czas

## Uczestnicy
Zawodnicy i zawodniczki podczas zawodów wspinaczkowych w 2006 roku rywalizowali w 6 konkurencjach. Łącznie do mistrzostw Azji zgłoszonych zostało 135 wspinaczy (każdy zawodnik miał prawo startować w każdej konkurencji o ile do niej został zgłoszony i zaakceptowany przez IFCS oraz organizatora zawodów). 
| Lp.   |           | ↓ Uczestnicy – konkurencje → |    | bouldering | prowadzenie | na czas |
| ----- | --------- | ---------------------------- | -- | ---------- | ----------- | ------- |
| 1.    | Mężczyźni | 28                           | 36 | 20         |             |         |
| 2.    | Kobiety   | 20                           | 20 | 11         |             |         |
| Razem | Razem     | Razem                        | 48 | 56         | 31          |         |

## Medaliści
| Konkurencja  | Złoto                        | Srebro                          | Brąz                            |
| ------------ | ---------------------------- | ------------------------------- | ------------------------------- |
| Mężczyźni    |                              |                                 |                                 |
| bouldering   | Japonia · Akito Matsushima   | Korea Południowa · Son Sang-won | Japonia · Keita Mogaki          |
| prowadzenie  | Japonia · Yuji Hirayama      | Japonia · Sachi Amma            | Korea Południowa · Son Sang-won |
| wsp. na czas | Indonezja · Erianto Rozak    | Hongkong · Lai Chi Wai          | Japonia · Akito Matsushima      |
| Kobiety      |                              |                                 |                                 |
| bouldering   | Japonia · Akiyo Noguchi      | Korea Południowa · Kim Ja-in    | Japonia · Tomoko Ogawa          |
| prowadzenie  | Korea Południowa · Kim Ja-in | Japonia · Akiyo Noguchi         | Hongkong · Liu Hiu Ying         |
| wsp. na czas | Hongkong · Lisa Cheng        | Singapur · Beatrix Chong        | Indonezja · Yuyun Yuniar        |

## Klasyfikacja medalowa
* Gospodarz zawodów został zaznaczony tym kolorem.
|                   |                   |   |   |   |    |  |  |  |  |
| 1                 | Japonia           | 3 | 2 | 3 | 8  |  |  |  |  |
| 2                 | Korea Południowa  | 1 | 2 | 1 | 4  |  |  |  |  |
| 3                 | Hongkong          | 1 | 1 | 1 | 3  |  |  |  |  |
| 4                 | Indonezja         | 1 | 0 | 1 | 2  |  |  |  |  |
| 5                 | Singapur          | 0 | 1 | 0 | 1  |  |  |  |  |
| Ogółem (5 państw) | Ogółem (5 państw) | 6 | 6 | 6 | 18 |  |  |  |  |

Źródła: